# Saint-Julien-les-Villas
Saint-Julien-les-Villas è un comune francese di 6 943 abitanti situato nel dipartimento dell'Aube nella regione del Grand Est.

## Società

### Evoluzione demografica
Abitanti censiti